# Motore Ford Zetec

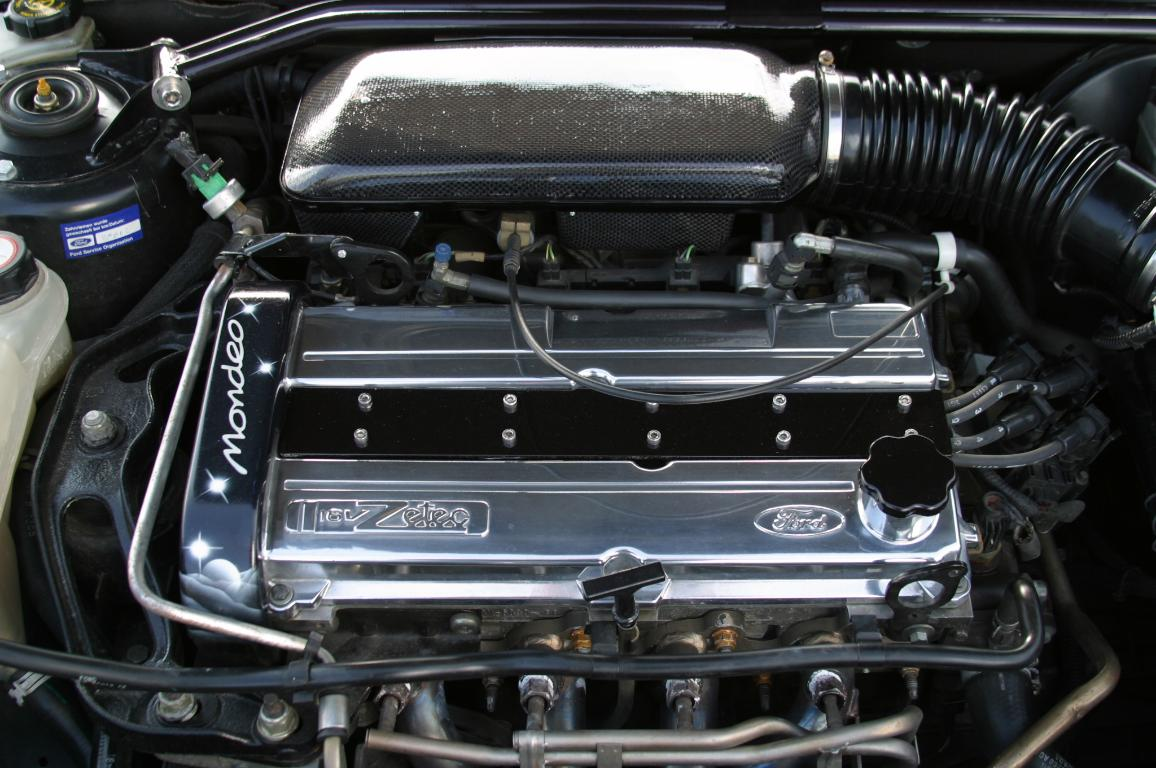
Un motore Zetec E 1.8 16V montato sulla prima serie della Ford Mondeo del 1993

Il motore Ford Zetec è il successore dei motori Ford Zeta, che furono usati per una vasta gamma di motori multi valvole da 1,6 litri a 2,0 litri introdotti nel 1991 dalla casa automobilistica Ford.

## Storia
La Ford ha utilizzato il nome Zetec su una varietà di motori in linea a 4 cilindri, impiegando questo nome per pubblicizzarlo ampiamente in Europa, in seguito introducendolo nel mercato nordamericano con la vettura Ford Contour.
Inizialmente chiamato Zeta, fu rinominato in Zetec (neologismo composto dalle iniziali di Zeta e Technology) subito dopo che la Lancia minacciò di denunciare la Ford per l'utilizzo dello stesso marchio di proprietà della casa automobilistica italiana.
Lo Zetec tuttavia fu così apprezzato che la Ford decise di utilizzarlo per i motori quattro cilindri in cui veniva impiegato un elevato standard tecnologico. Ad esempio è stato impiegato per le motorizzazioni della Ford Focus prima, seconda e terza serie inoltre è stato montato su auto come Ford Mondeo, 1995-2000 Ford Contour/Mercury Mystique, 1999-2002 Mercury Cougar, 2000-2003 Ford Escape/Mazda Tribute, 2000-2003 e 1998-2003 Ford Focus Ford Escort ZX2. Lo Zetec viene attualmente utilizzato come base per molti tipi di motori in Europa anche se il progetto originale Zeta fu dismesso nel 2004.

### Competizioni automobilistiche

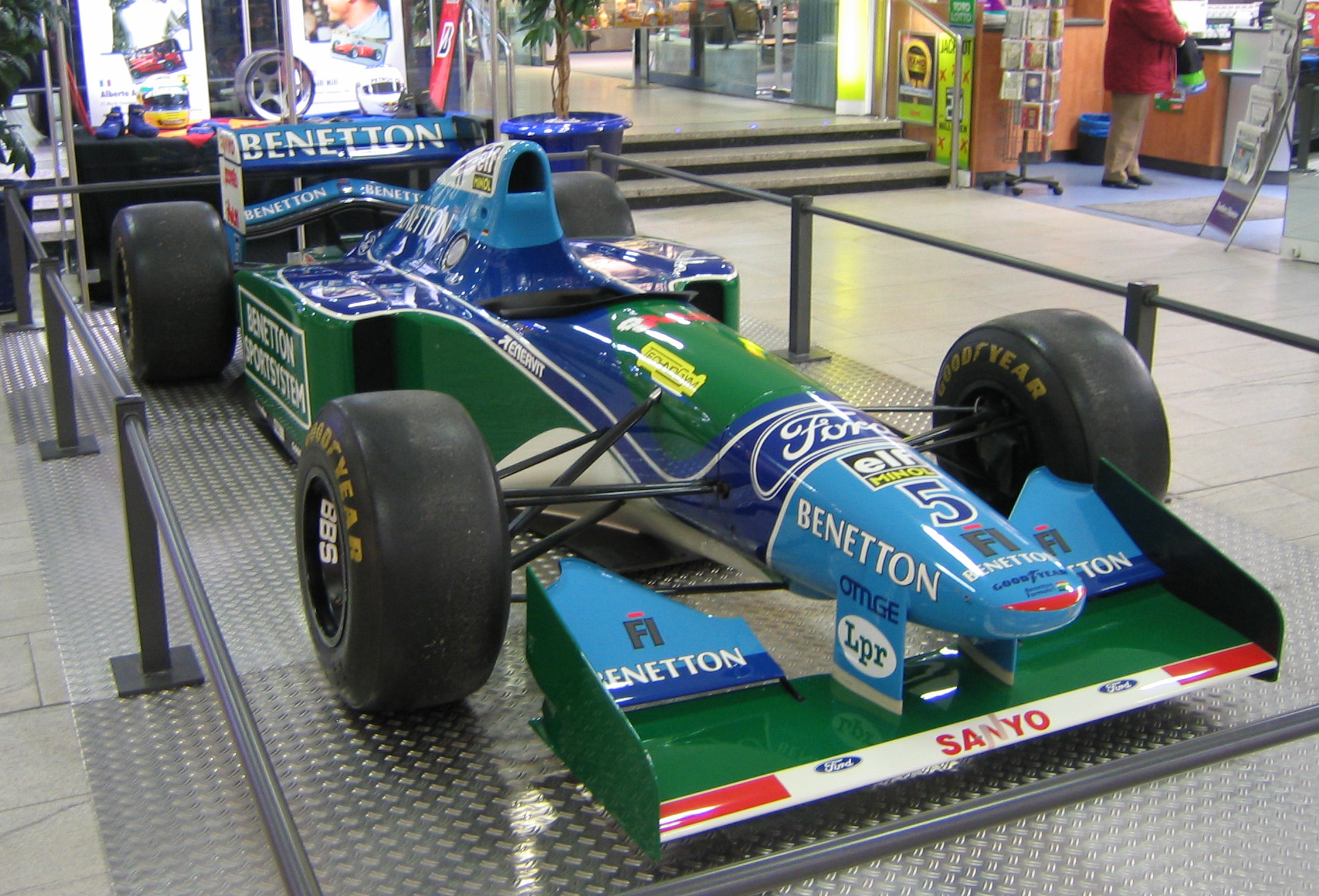
La Benetton B194 motorizzata Zetec-R, campione del mondo di Formula 1 con Michael Schumacher

Nella stagione 1994 di Formula 1 debuttò il motore Zetec-R (nome derivato da una serie di motori Ford, ma non direttamente collegati tecnologicamente), un propulsore V8 da 3,5 litri. Montato sulla monoposto Benetton B194, contribuì alla vittoria del primo mondiale piloti di Michael Schumacher, e al secondo posto nel campionato costruttori per la Benetton. Ciononostante la scuderia decise di passare, l'anno successivo, ai propulsori Renault; lo Zetec-R non venne quindi più montato su squadre di primo piano: negli anni successivi lo impiegarono, tra le altre, Tyrrell e Minardi, con quest'ultima che lo rimarchiò Fondmetal, dal nome dello sponsor principale della scuderia.

## Tabella riferimenti
Il nome Zetec è stato usato per differenti motorizzazioni:
| Nome          | Famiglia | Cilindrate                                                                                      | Anno         | Caratteristiche |
| ------------- | -------- | ----------------------------------------------------------------------------------------------- | ------------ | --------------- |
| Zetec/Zetec-E | Zeta     | 1.6 L (1597 cc) 1.8 L (1796 cc) 2.0 L (1988 cc)                                                 | 1992–2004    | DOHC            |
| Zetec-R       | Zeta     | 1.6 L (1597 cc) 1.8 L (1796 cc) 2.0 L (1988 cc)                                                 | 1998–2004    | DOHC            |
| Zetec-SE      | Sigma    | 1.25 L (1242 cc) 1.4 L (1388 cc) 1.6 L (1596 cc) 1.7 L (1679 cc)                                | 1995–ad oggi | DOHC            |
| Zetec-Rocam   | Kent     | 1.0 L (999 cc) 1.3 L (1297 cc) 1.6 L (1597 cc)                                                  | 2000–2014    | SOHC            |
| Zetec TDCi    | Duratorq | 1.4 L (1399 cc) 1.6 L (1560 cc) 1.8 L (1753 cc) 2.0 L (1998 cc) 2.2 L (2198 cc) 2.4 L (2402 cc) | 2000–ad oggi | Diesel          |